# Lenk
Lenk (Bernduits: an der Lengg; Frans (verouderd): La Lenk), ook Lenk in Simmental is een gemeente en plaats in het Zwitserse kanton Bern, en maakt deel uit van het district Obersimmental-Saanen.
Lenk telt 2.454 inwoners.
Het dorp en skioord wordt sinds 1912 ontsloten door de spoorlijn Montreux - Lenk, een smalspoorspoorweg van de Zwitserse spoorwegmaatschappij Montreux–Berner Oberland-Bahn.
Lenk is de hoogst gelegen gemeente in het Simmental. Het gemeentelijk gebied omvat verschillende bergen, waarvan de hoogste de Wildstrubel is. Iets onder de Wildstrubel, in de buurt van de Siebenbrünnen, ontspringt de Simme, waaraan het Simmental zijn naam ontleent. Ook de Plaine Morte-gletsjer, direct ten zuiden van de Wildstrubel, ligt grotendeels op het grondgebied van de gemeente Lenk.
Lenk ligt in vogelvlucht 57 km ten zuiden van Bern en 42 km ten oosten van Montreux. Het laagste punt van de gemeente ligt bij Brändli op ongeveer 1016 m boven de zeespiegel, het hoogste punt is de Wildstrubel op 3244 m boven de zeespiegel.

## Geboren
- Florian Stalder (1982), wielrenner